# توم جورج
توم جورج (بالإنجليزية: Tom George)‏ هو سياسي أمريكي، ولد في 2 ديسمبر 1956 في فلينت في الولايات المتحدة. حزبياً، نشط في الحزب الجمهوري. وقد انتخب عضو مجلس ولاية ميشيغان وانتخب عضو مجلس نواب ميشيغان ‏.